# کردی ایلامی
کُردی ایلامی یا فِیلی گویشی از زبان کُردی است. که زیر شاخه‌های کُردی‌جنوبی می‌باشد. گویش کُردی ایلامی زبان رایج ساکنان استان ایلام و مناطقی از کشور عراق نظیر استان واسط، شهرستان علی الغربی، مندلی (عراق) و خانقین در کردستان عراق است. در استان ایلام، طوایف و ایلات مختلف در اکثر شهرستان‌های استان است- با تفاوت اندک در ادای الفاظ و کلمات، بدان تکلم می‌کنند. واژهٔ فِیلی در بین مردم ایلام معروفیت بسیاری ندارد. این را کُردهای ساکن عراق به مناسبت سلطه والیان لرستان موسوم به فِیلی بر ایلام، رواج داده‌اند که به علت نداشتن حروف گچپژ در الفبای عربی بجای حرف پ حرف ف به کار رفته است و آن از مقولهٔ مجاز خاص و عام است.
گویش کُردی ایلامی یا فِیلی، به‌عنوان گونه‌ای از زبان کُردی (در کنار گونه‌های سورانی، کرمانجی و…) قرار دارد و گویش عمدهٔ مردم استان ایلام است که با تفاوت اندک در شهرهای ایلام، اَرکواز ملکشاهی، مهران، جعفرآباد (ایلام)، سَرابله، بدره، آبدانان، سراب‌باغ، دهلران، چرداول، سیروان، سیوان، پهله زرین آباد، کارزان، سراب میمه، ارکوازی چوار، و مناطقی، نظیر بدره، مندلی و خانقین بدان تکلم می‌شود. کُردی ایلامی از اصیل‌ترین گویش‌های زیرشاخهٔ کُردی جنوبی است که ریشه در زبان ایرانی میانهٔ باستانی دارد. علیرضا اسدی، پژوهشگر، در کتاب خود چنین می‌آورَد: «از مقایسهٔ واژگان ایرانی میانه (پهلوی اشکانی و پهلوی ساسانی) با واژگان کُردی ایلامی، به این نتیجه می‌توان رسید که بسیاری از واژگان پهلوی اشکانی و ساسانی با این واژگان کردی هم‌ریشه‌اند و ساخت‌های هجاییِ یکسانی دارند. این هم‌آوایی در بسیاری از افعال، مفاهیم سیاسی، دینی، اجتماعی، مشاغل، اسامی خاص، اسامی عام و حتی اصطلاحات عامیانه دیده می‌شود».

## لهجه‌ها
گویش کردی ایلامی (کردی فیلی) لهجه‌های گوناگونی دارد که مهم‌ترین آنها عبارتند از:
ملکشاهی: در شهرستان‌های ایلام، ملکشاهی و مهران
لهجه چرداولی:بیشترین گویشور در شهرستان چرداول و در بخش‌هایی از ایلام و کرمانشاه، منصوب به ایل ریزه وند
کردی ارکوازی: در شهرستان ایلام و شهرستان چوار
خزلی: در بخش‌هایی از شهرستان‌های سیروان و چرداول
کُردَلی: در شهرستان‌های آبدانان(بخش مرکزی و سراب‌باغ)، دهلران (بخش مرکزی و زرین‌آباد و بخش سراب میمه)
ایلامی: در شهرستان‌های ایلام، مهران، سیروان و چرداول
بدره ای: بخش مرکزی شهرستان بدره
بر طبق منبع دیگری لهجه‌های گویش کردی ایلامی (کردی فیلی) عبارتند از:
- لهجه ملکشاهی
- لهجه دهبالایی (ایلامی)
- لهجه چرداولی (ریزه وند)
- لهجه خزلی
- لهجه بدره‌ای
- لهجه ارکوازی (هزاره)
- لهجه شیروانی
- لهجه ریکایی
- لهجه شوهانی
- لهجه میشخاصی
- لهجه صالح آبادی
- لهجه خانقینی
- لهجه مندالی
- لهجه زرباطی
- لهجه ورمزیاری
- لهجه مهرانی
- لهجه دوشیخی
- لهجه کپرات

بعضی زبانشناس‌ها کردی کردلی را لهجه‌ای از گویش کردی ایلامی نمی‌دانند بلکه آن را یکی از شاخه‌های اصلی زبان کردی میدانند.

## الفبا
- الفبای کردی (۳۴ حرف دارد):

ی، ێ, ﮪ، ه، وو، و، ﯙ, ن، م، ل، ڵ, گ، ک، ق، ڤ, ف، غ، ع، ش، س، ژ، ز، ڕ, ر، د، خ، ح، چ، ج، ت، پ، ب، ئ، ا
به صورت خلاصه یادآوری نماییم که رسم‌الخط کردی بر اساس یکسانی تلفظ و نگارش واژگان استوار است؛ یعنی همان‌طور که یک واژه تلفظ می‌شود به همان شکل نیز نوشته می‌شود:
1. در رسم‌الخط کردی ضمه به صورت حرف (و) نوشته می‌شود. مثال (کرد)، ئوتاق (اُتاق)، فورم (فُرم)
2. فتحه ـَ به صورت (ه) نوشته می‌شود. مثال سه‌ر (سَر)، فره (بسیار)، ده‌ر (بیرون)، خه‌م (غَم)

نکته: برای شوا حرفی در نظر گرفته نشده است. مثال: کرد (کَرد)، برد (بُرد)، مل (گردن)
1. واو کشیده (وو) برای اینکه با ضمه ـُ اشتباه نشود با دو واو (و) نوشته می‌شود. مثال: سووڵ (شور)، کوور (کور)، نوور (نور)
2. در کردی جنوبی واکه‌ای وجود دارد که پیشین، بسته و گرد است و به نوعی مابین (ی/و) شنیده می‌شود. این حرف با واو هفت دار (ۊ) نوشته می‌شود. مثال: دۊر (دور)، خۊن (خون)، خواردۊ (خورده بود)، دۊه‌ت (دختر)، ئۊشم (می‌گویم)
3. در زبان کردی، یای مجهول وجود دارد که امتداد تلفظ آن به اندازه دو کسره است و در رسم‌الخط کردی بدین صورت (ێ) نوشته می‌شود. مثال: بڕێ (عده‌ای)، خوازێ (می‌خواهد)

نکته: اگر همزه (أ) قبل از حروف صدادار واقع شود به صورت (ئ) نوشته می‌شود. مثال: ئاگر (آتش)، ئه‌سر (اشک)، ئوتاق (اتاق)، ئاساره (ستاره)، ئیلام (ایلام)، ئاسوو (افق)، ئاسکول (بچه آهو)
1. در رسم‌الخط کردی دو نوع (ر) وجود دارد. نوع اول در تلفظ و شکل نوشتاری با فارسی یکسان است. مثال جار (دفعه)، لار (کج)، دار (درخت)، شار (شهر). نوع دوم که بدان (ڕ) کردی می‌گویند تقریبأ مشدد و لرزان تلفظ می‌شود. مثال: بنووڕ (ببین)، جاڕ (مزرعه درو شده)
2. همچنین دو نوع لام وجود دارد. نوع اول، در تلفظ و شکل نوشتاری با فارسی یکسان است. مثال: که‌ل (شکاف)، په‌ل (شاخه). نوع دوم که بدان (ڵ) کردی می‌گویند و سنگین تلفظ می‌شود. مثال: که‌ڵ (گوزن)، په‌ڵ (سنگ پهن)، گوڵ (گل)، چه‌قه‌ڵ (شغال)
3. به جای سه حرف (ذ، ظ، ض) فقط حرف (ز) نوشته می‌شود. مثال: زاڵم (ظالم)، زامن (ضامن)
4. به جای دو حرف (ث، ص) فقط حرف س نوشته می‌شود. سروه‌ت (ثروت)، سابوون (صابون)

۵. به جای (ط) حرف (ت) نوشته می‌شود. مثال: ته‌ناف (طناب)، تانه (طعنه)

### الفبا و رسم‌الخط لاتین کردی
«وه ناو خوداێ زانا و بێ وێنه»
«We Nawi Xwidaŷ Zana û Bê Wêne»
الف) مصوت‌ها (حروف صدا دار / Vowels):
| حروف فارسی | الفبای کردی | مثال کردی | لاتین کردی | مثال لاتین | معنی فارسی |
| ---------- | ----------- | --------- | ---------- | ---------- | ---------- |
| فتحه ـَ     | ه، ـه       | هه‌ناس     | H, h       | Hena       | نفس        |
| شوا        | -           | بن        | I, i       | Bin        | بُن، ته     |
| ضمه ـُ      | و           | لر U, u d | لر         |            |            |
| ا          | ا           | دار       | A, a       | Dar        | درخت       |
| وُ          | وو          | دوو       | Û، û       | Dû         | دوغ        |
| ی          | ی           | ویر       | Î، î       | Wîr        | یاد        |
| ـ          | ۊ           | رۊن       | Ü، ü       | Rün        | روغن       |
| ـ          | ێ           | فێر       | Ê، ê       | Fêr        | جستجو      |

ب) صامت‌ها (حروف بی‌صدا /consonant):
| حروف فارسی | الفبای کردی ایلامی | مثال کردی | لاتین کردی | مثال لاتین | معنی فارسی |
| ---------- | ------------------ | --------- | ---------- | ---------- | ---------- |
| همزه       | ئ                  | بئۊش      | ?          | Bi?üş      | گوینده     |
| ب          | ب                  | بان       | b ,B       | Ban        | بالا       |
| پ          | پ                  | په‌ل       | p ,P       | Pel        | شاخه       |
| ت، ط       | ت                  | تاپوو     | t ,T       | Tapû       | شبح        |
| ج          | ج                  | جیڕ       | c ,C       | Cîř        | سفت        |
| چ          | چ                  | چه‌م       | ç، Ç       | emÇ        | رود        |
| ح          | ح                  | حامد      | h ,H       | Hamid      | حامد       |
| خ          | خ                  | خوار      | x ,X       | Xwar       | پایین      |
| د          | د                  | ده‌م       | d ,D       | Dem        | دهان       |
| ر          | ر                  | جار       | r ,R       | Car        | دفعه       |
| -          | ڕ                  | جاڕ       | ř، Ř       | Cař        | مزرعه      |
| ز، ض، ظ، ذ | ز                  | زاڵم      | z ,Z       | Zaĺim      | ظالم       |
| ژ          | ژ                  | ژان       | j ,J       | Jan        | درد        |
| س، ث، ص    | س                  | سه‌د       | s ,S       | Sed        | سد، صد     |
| ش          | ش                  | شوان      | ş، Ş       | wanŞ       | چوپان      |
| ع          | ع                  | عه‌لی      | ?          | ?elî       | علی        |
| ق          | ق                  | قڵا       | q ,Q       | q ,Q       | Qiĺa       |
| غ          | غ                  | مه‌غار     | x ,X       | Mexar      | صخره       |
| ف          | ف                  | فره       | f ,F       | Fire       | بسیار      |
| ک          | ک                  | کاکه      | k ,K       | kake       | برادر      |
| گ          | گ                  | گیان      | g ,G       | Gyan       | جان        |
| و          | ﭬ                  | هه‌ڤده     | v ,V       | Hevde      | هفده       |
| -          | ۆ                  | ژۊه‌ر      | ẅ,ẅ        | Jẅer       | زیر        |
| ل          | ل                  | که‌ل       | Ĺ,ĺ        | Keĺ        | شکاف       |
| -          | ڵ                  | که‌ڵ       | Ĺ,ĺ        | Keĺ        | بزکوهی     |
| م          | م                  | ماسی      | m ,M       | Masî       | ماهی       |
| ن          | ن                  | نه‌زان     | ?n ,N      | Nezan      | نادان      |
| ه          | ه                  | هات       | h ,H       | Hat        | آمد        |
| ی          | ی                  | خوهٔ       | y ,Y       | Xwey       | می‌خوری     |
| -          | ێ                  | خوه‌ێ      | Ê,ê        | xweê       | خودش       |